# Tapinocyboides pygmaeus
Espèce
Synonymes
- Microneta pygmaea Menge, 1869
- Walckenaera antepenultima O. Pickard-Cambridge, 1882

Tapinocyboides pygmaeus est une espèce d'araignées aranéomorphes de la famille des Linyphiidae.

## Distribution
Cette espèce  se rencontre en zone paléarctique.

## Publication originale
- Menge, 1869 : Preussische Spinnen. III Abteilung. Schriften der Naturforschenden Gesellschaft in Danzig, vol. 2, p. 219-264 (texte intégral).